# جوناثان دل مار
جوناثان دل مار (بالإنجليزية: Jonathan Del Mar)‏ هو عالم موسيقى وملحن بريطاني، ولد في 7 يناير 1951 في لندن في المملكة المتحدة.

## وصلات خارجية
- جوناثان دل مار على موقع ميوزك برينز (الإنجليزية)